# Operation Harekate Yolo
Operation Harekate Yolo (persisch für „Korrektur der Front“) war die erste größere militärische Kampagne im Norden Afghanistans zur Bekämpfung der aufständischen Taliban im Oktober und November 2007. Sie endete nach mehreren Wochen mit der Rückeroberung der erst kurz zuvor von den Taliban besetzten Gebieten im Norden durch alliierte afghanische und NATO-Truppen.
Daneben war sie die erste offensive Militäroperation unter deutschem Kommando seit dem Zweiten Weltkrieg.

## Ausgangslage
Bis zum Sommer 2007 galt die Lage im Norden Afghanistans, verglichen mit den Südprovinzen, als verhältnismäßig ruhig. Abgesehen von Entführungen und vereinzelten Attentaten waren die Kämpfe mit den Taliban hier nur wenig zu spüren. Das änderte sich im Laufe des Jahres 2007. Im Sommer wurde auf einen Markt in der Stadt Kundus, in der die Bundeswehr ein Wiederaufbauteam unterhält, ein Selbstmordattentat verübt, bei dem drei deutsche Soldaten getötet wurden. Begleitet von Ankündigungen im Internet sickerten einige Hundert Taliban-Kämpfer in den Norden, speziell in die nebeneinander liegenden Provinzen Faryab und Badghis ein. Mit einer geschätzten Stärke von 300 Mann überfielen sie Städte und Polizeistationen in den Distrikten der beiden Provinzen, bis sie die gesamte Provinz Badghis besetzt hielten. Außerdem blockierten sie die sogenannte ring road, eine Straße, die in einem Kreis die bedeutendsten afghanischen Städte verbindet und somit die wichtigste Verkehrsader Afghanistans darstellt.

## Operation Harekate Yolo I
Der erste Teil der Operation diente der Erkundung der Lage sowie der Vertreibung von Aufständischen südlich der Stadt Faizabad in der Provinz Badakhshan im Nordosten Afghanistans. An der Aktion waren 400 afghanische Soldaten und Polizisten sowie 160 deutsche Fallschirmjäger beteiligt. NATO-Angaben zufolge gab es keine Verluste auf Seiten der Alliierten. Mehrere Verdächtige sollen festgenommen worden sein.

## Operation Harekate Yolo II
Zur Rückeroberung der verlorenen Provinz und Zerschlagung der Taliban im Norden stellte die ISAF unter dem Kommando des deutschen Brigadegenerals Dieter Warnecke, Befehlshaber des Regionalkommandos Nord, eine Streitmacht zur Gegenoffensive zusammen.
Unter dem Befehl von Brigadegeneral Warnecke befanden sich die durch norwegische Soldaten gestellte Quick Reaction Force (QRF) aus Mazar-e Scharif, eine Einheit norwegische Marineinfanterie, das 209. afghanische Armeekorps unter General Ali Murat inklusive ihrer deutschen ISAF-Ausbilder, sowie 300 Mann Unterstützungskräfte der Bundeswehr (Sanitäter, Hubschrauber, Logistik, Aufklärung, CIMIC). Ebenfalls dabei waren einzelne Spezialisten aus Spanien, Italien, Lettland und Ungarn.

### Ablauf
Die Operation startete am 1. November 2007. Die Gegend war schon zuvor von den in Mazar-e Scharif stationierten Tornado-Flugzeugen und Luna-Drohnen der Bundeswehr untersucht worden. Während der ersten Tage konnten einige Verdächtige festgenommen werden, die sich mitschuldig an den Selbstmordanschlägen auf ISAF-Soldaten gemacht haben sollen. Gefechte mit mutmaßlichen Aufständischen und Kriminellen dauerten in der darauf folgenden Woche an, bei denen die Alliierten mit Schützenpanzern, Artillerie und Mörsern vorgingen. Im Laufe der Operation gelang es den Alliierten mehrere versteckte Waffen- und Munitionslager auszuheben.
Am 3. November wurden 60 norwegische Soldaten der Quick Reaction Force im Distrikt Ghowrmach (Provinz Faryab) zwischen Herat und Masar-e Scharif von etwa zwei Dutzend Aufständischen mit automatischen Waffen und RPGs angegriffen. Die Norweger erwiderten das Feuer und erschossen bei dem anschließenden Gefecht mindestens zwei Angreifer. Nach eineinhalb Stunden zogen sich die Norweger zurück.
Gegen Mittag des 5. November wurden afghanische Soldaten im gleichen Distrikt von Taliban angegriffen; nach kurzer Zeit kamen ihnen norwegische und deutsche Soldaten zur Hilfe. In der Nacht forderten die ISAF-Truppen schließlich Luftnahunterstützung seitens der NATO an, bei denen nach Angaben des afghanischen Verteidigungsministeriums neben mehreren Dutzend Aufständischer auch ein hochrangiger Taliban-Kommandeur getötet wurde. Laut NATO kamen dabei keine Zivilisten ums Leben.
Parallel zum direkten Einsatz gegen die Aufständischen, war ein anderer Schwerpunkt der Operation ein zweiwöchiger Einsatz eines deutschen CIMIC Teams aus Mazar-e Sharif im Operationsgebiet. Der Einsatz, in Abstimmung mit der UN Mission in Afghanistan (UNAMA), diente der Erkundung der Lage der Zivilbevölkerung, von Möglichkeiten zur Verbesserung der Infrastruktur und – in Zusammenarbeit mit afghanischen sowie US-Kräften – der Verbesserung der humanitären Situation.
Die Operation wurde am 7. November beendet. Die meisten ISAF-Einheiten kehrten zurück nach Mazar-e Scharif.

### Deutsche Beteiligung
Die Bundeswehr stellte unter anderem vom Kommando Schnelle Einsatzkräfte Sanitätsdienst (Kdo SES) ein Kernmodul eines Luftlanderettungszentrums (KM). In der luftverlegbaren Sanitätseinrichtung (LSE) bestehend aus Notaufnahme/Ambulanz, Operationsbereich und Intensiv/Pflegebereich gelang es den Sanitätssoldaten u. a. einem norwegischen Soldaten das Leben zu retten, der ohne sofortige notfall-chirurgische Behandlung sicherlich seinen schweren Verletzungen erlegen wäre.

### Ergebnisse
Die Taliban konnten ohne alliierte Verluste aus den beiden Unruhe-Provinzen vertrieben werden. Jedoch konnten bis auf etwas weniger als fünfzig im Kampf Getötete oder Festgenommene die meisten Aufständischen ins Umland fliehen bzw. sich verstecken. Wenige Tage nach Operationsende wurde ein norwegischer Marineinfanterist durch einen Sprengsatz nahe der Stadt Meymaneh in der Provinz Faryab getötet.
Die wichtige ring road war nun wieder frei passierbar, die afghanischen Sicherheitskräfte übernahmen nun die Kontrolle über die eroberten Distrikte. Mehrere norwegische Soldaten wurden von der US-Armee und der Bundeswehr für ihre Verdienste während der Gefechte im Ghowrmach-Distrikt ausgezeichnet.
Operation Harekate I und II markiert einen Wendepunkt in der Operationsführung der ISAF im Norden Afghanistans: Lag der Fokus bis dahin auf der Durchführung von Sicherungspatrouillen, der Gewinnung von Informationen und der zivil-militärischen Stabilisierung der Region, so wird künftig auch Wert auf Offensivoperationen im Verbund mit den regulären afghanischen Streitkräften (ANA) gelegt, um den Wiederaufbau und den Schutz von Bevölkerung und ISAF-Streitkräften zu gewährleisten.

### Kritik
Ein norwegischer Soldat behauptete, dass deutsche Hubschrauberpiloten ihre ISAF-Kameraden aufgrund nichtiger Gründe im Stich gelassen hätten. Das norwegische Verteidigungsministerium dementierte dies jedoch. Die deutschen Unterstützungshubschrauber vom Typ CH-53 wurden während der Operation im norwegischen Lager Meymaneh stationiert, konnten dort jedoch nicht gewartet werden. Um die Einsatzbereitschaft der Hubschrauber dennoch gewährleisten zu können, mussten sie täglich zurück nach Mazar-e-Sharif fliegen und dort über Nacht gewartet werden. Da fehlende Luftbeweglichkeit (z. B. keine Nachtflugfähigkeit der CH-53) die von Deutschland und Norwegen geforderte Rettungskette für verwundete Soldaten jedoch unterbrach, entschied sich Brigadegeneral Warnecke, die Operation auch in der entscheidenden Phase, der Einschließung und Festsetzung der gegnerischen Taliban, über Nacht zu unterbrechen. Nach den Erfahrungen bei multinationalen Einsätzen – wie den in Afghanistan – wurden inzwischen 22 Hubschrauber vom Typ CH-53G in CH-53GS umgerüstet und sind dadurch nachtflugfähig.
In Deutschland wurde Kritik an dem Verhalten der Bundesregierung geübt. Zum einen, weil zunächst das Verteidigungsministerium nichts über die Operation verlauten ließ und nur den zuständigen Bundestagsausschuss sowie die Obleute der Bundestagsfraktionen informierte. Zum anderen, weil dieser Einsatz als „Routineeinsatz“ und somit nicht zustimmungspflichtig deklariert war, obwohl er größtenteils im Bereich des Regionalkommandos West (verwaltet von Italien) stattfand. Andererseits erlaubt das Mandat auch Operationen außerhalb des festgelegten Bereiches, wenn diese zeitlich begrenzt und im größeren Zusammenhang wichtig für die ISAF-Mission sind.